# Гузар Володимир Станіславович
Володи́мир Станісла́вович Гу́зар (нар. 11 листопада 1925, Одеса — 6 червня 2009, Нью-Йорк) — актор театру і кіно. Заслужений артист УРСР (1974).

## Життєпис
1951 року закінчив Одеське театральне училище.
1954—1975 — актор Одеського театру музичної комедії.
Емігрував до США, де проживав у Нью-Йорку.
Пішов з життя у 2009 році.

## Ролі в театрі
- Боб («Цілуй мене, Кет!» К. Портера)
- Бокар («Квітка Міссісіпі» Дж. Керна)
- Гаркуша («Біля рідного причалу» В. Соловйова-Сєдого)
- Лососиноостровський («Цирк запалює вогні» Г. Мілютіна)
- Негош («Весела вдова» Ф. Легара)
- Подмьоткін («Під чорною маскою» Л. Лядової)
- Ремінник («На світанку» О. Сандлера)

## Ролі в кіно
- Щасливий Кукушкін (1970), фотограф
- Струни для Гавайської гітари (1977), фотограф
- «Артем» (1978), представник Бунда
- Квартет Гварнері (1978), флейтист
- Камертон (1979), Іван Іванович
- Довгий шлях в лабіринті (1981), пан на мітінгу
- Перемога / Sieg, Der (1984; СРСР, НДР), епізод
- Приморський бульвар (1988)